# 肥料

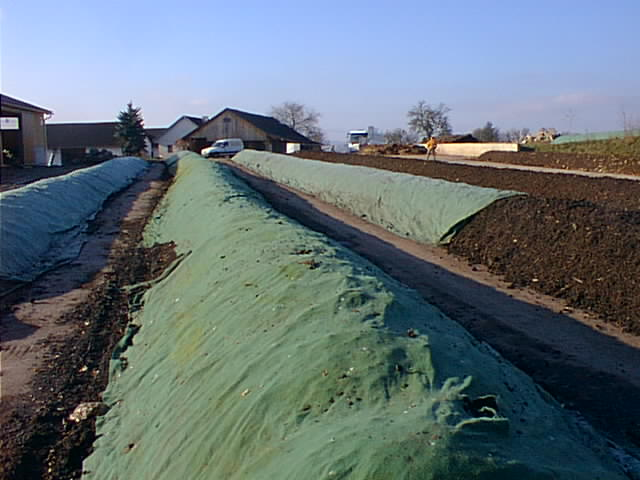
有機肥料

肥料（ひりょう、肥糧）とは、植物を生育させるための栄養分として人間が施すものである。土壌から栄養を吸って生育した植物を持ち去って利用する農業は、植物の生育に伴い土壌から減少する窒素やリンなどを補給しなければ持続困難である。そこで、減少分を補給するために用いるのが肥料であり、特に窒素・リン酸・カリウムは肥料の三要素と呼ばれる。

## 概説
植物の正常な生育のためには、炭素、水素、酸素、窒素、リン、カリウム、カルシウム、マグネシウム、硫黄、ホウ素、塩素、銅、鉄、マンガン、モリブデン、亜鉛の16元素が必要である。これにニッケルを加えた17元素を必須元素とする場合もあるが、これは後述の有用元素に分類される場合もある。
このうち炭素・水素・酸素は、自然界の大気や水から吸収できるので、人為的に外部から供給する必要はない。それ以外の元素も、自然界では土壌から根を通して吸収されるが、特に野菜などの作物を栽培する場合では窒素・リン・カリウムは不足しやすいため、肥料として供給する必要がある。窒素は「葉肥」、リンは「実肥」、カリウムは「根肥」ともいわれ、これを「肥料の三要素」とよんでいる。そのほか、わりあい多く必要とするカルシウム、マグネシウム、硫黄を「二次要素」または「中量要素」といい、少しあればよいものを「微量要素」とよんでいる。中量要素や微量要素は、堆肥などの有機物を土壌に十分入れておけば不足することはないが、化学肥料に頼りすぎると不足してきて、植物にさまざまな障害が現れてくる。
また、植物の生存に必須ではないが、ナトリウム、ケイ素、セレン、コバルト、アルミニウム、バナジウムは、しばしば特定の植物種にとって成長を助ける有用元素となる。
日本の肥料の品質の確保等に関する法律第2条第1項にて「植物の栄養に供すること又は植物の栽培に資するため、土壌に化学的変化をもたらすことを目的として、土地に施される物、及び植物の栄養に供することを目的として、植物に施される物をいう」と定義されている。したがって、土壌に施されるものだけではなく、葉面散布の形で施されるものも肥料と呼ぶ。
反面、養分としてではなく土壌の改質のみを目的としたもの（土壌改良剤）は、肥料とは呼ばない。また人間が施したものではなく、元々土壌中に含まれていた栄養分については、一般に「肥料分」などと言い分けることが多い。

## 肥料成分
必須元素の一部は肥料で与える必要はない。水を構成する水素や酸素、空気中の二酸化炭素に含まれる炭素は肥料で与えない。日本では塩素と硫黄は、農耕土壌に何も与えずとも不足することはないため、一般に肥料で施すことはない。鉄、亜鉛、銅などは植物の成長には微量で十分であり、通常の土壌で不足することは少ない。ただし、強いアルカリ性の石灰質土壌や貝化石土壌では、これらの金属イオンが水に溶けにくく、植物に利用されにくいため、植物が不足症状を受けることがある。この場合、不足した金属元素を肥料として与えることで、生育を改善できる。
養液栽培の場合は、土壌からの供給がないため、栄養素を全て与えてやる必要がある。

### 肥料の三要素（一次要素）
窒素 (N) 、リン酸 (P) 、カリウム (K) を、「肥料の三要素」という。特に植物が空気、水から摂取できる酸素・炭素・水素を除いて、最も多く必要とする多量要素で、肥料として与えるべきものである。一次要素ともいう。

#### 窒素
主に植物を大きく生長させる作用があり、タンパク質や葉緑素の合成に関わる。特に葉や茎を大きくさせることから葉肥（はごえ）と言われる。過剰に与えると、植物体が徒長し、軟弱になるため病虫害に侵されやすくなる。逆に、軟らかい植物体を作りたいときは窒素を多用するとよい。窒素が不足すると、生育や樹勢が衰えて葉は淡黄色になり、面積が狭くなって早くに落葉する。
また、窒素はどのような性状の窒素であるかにより肥効が左右される。アンモニア態窒素（硫安、塩安など）は、土壌に吸収・保持されやすいので肥効は高い。しかし、土壌でバクテリアにより硝酸態窒素に変化すると、土壌に吸収・保持されにくいので流亡してしまいやすい。有機質の肥料や尿素は、土壌でアンモニア態窒素に変化し、さらに硝酸態窒素に変化する。アンモニア態窒素は、多用するとアンモニアガスを生じ、植物体に障害を与える。この現象は施設園芸でよりおこりやすい。
空気中に多量に含まれる窒素分子は非常に安定的であり、植物が直接栄養とすることは出来ない。

#### リン酸
主に開花結実（実付きや花付きなど）に関係する肥料であり実肥（みごえ）と言われる。水溶性リン酸と可溶性リン酸、く溶性リン酸が植物に吸収される。このうち可溶性リン酸は、アルカリ性クエン酸アンモニウム溶液（ペーテルマン液）に溶けるリン酸であり、水溶性の値を含み、根酸に溶けて肥効をあらわす。く溶性リン酸は2%クエン酸溶液に溶けるリン酸であり、より緩やかな肥効をあらわす。なお、化学分野で「P」は、元素のリンを表すが、農業・園芸分野ではリン酸塩類を表し、リン酸と省略される。リン酸が不足すると、生長不良になって出葉や開花が遅れ、実入りが極めて悪くなり品質や収量が著しく低下する。
人類が紀元前3000年の頃から始めた農業の歴史上、不足し続けているのがリン酸である。その原料のリン鉱石の枯渇がいま心配されている。リン鉱石の80%が肥料用に使用されており、イギリス硫黄誌 (British Sulphur Publishing) によると、最悪のシナリオとして、過去の消費から年3%の伸びを見込むと、消費量は2060年代には現在の約5倍になり、経済的に採掘可能なリン鉱石は枯渇してしまう。
現実的なシナリオでは、2060年代に残存鉱量は50%になるとされている。日本はリン鉱石の全量を輸入に頼っており、その多くを中華人民共和国に依存している。国際肥料工業会 (International Fertilizer Industry Association) によると、リン酸肥料が使用される主な作物とその割合は、小麦が18%、野菜・果物が16%、米、トウモロコシがそれぞれ13%、大豆が8%、サトウキビが3%、綿花4%となっている。
アジア、オセアニア地域では利用効率が悪い。土壌にリンが固定されてしまうからだと考えられる。

#### カリウム
農業ではカリ（加里）と省略している。主に根の発育と細胞内の浸透圧調整に関係するため、根肥（ねごえ）といわれる。水溶性のため流亡しやすいので、追肥で小出しに与えるのがよい。細胞内ではイオンの形で存在するため、細胞が死ぬと細胞外へ流出しやすい。また、植物体内での転流も容易。カリウムが不足すると、根の伸長が不良となり、葉や茎は軟弱になって倒伏しやすくなり、周辺から黄化したり、水分不足のようになって枯れてしまう。果実類は収量や品質が低下して、特にデンプンや甘味が減ってしまう。

### 二次要素（中量要素）
カルシウム (Ca)、マグネシウム (Mg) 、硫黄 (S) を、「二次要素」あるいは「中量要素」という。これは一次要素と同じく植物学上の多量要素に分類されるが、肥料としての必要量はより少ない。日本では施用の必要がほとんどない硫黄を除く、一次要素および二次要素の五つ（窒素、リン酸、カリウム、カルシウム、マグネシウム）を、「肥料の五要素」とも呼ぶ。
なお、カルシウムとマグネシウムについては、そのうち可溶性石灰、または可溶性石灰および可溶性苦土が、アルカリ分の記述で各種肥料に表示されている事がある。

#### カルシウム（石灰）
主に細胞壁を強くし、作物体の耐病性を強化する働きがある。農業・園芸分野では石灰（せっかい）といい、土壌のpH調整に用いられる。生石灰（酸化カルシウム）、消石灰（水酸化カルシウム）、炭酸石灰（炭酸カルシウム）またはケイ酸カルシウム（ケイカルと称される事が多い、ケイ酸肥料を兼ねる）などのカルシウム含有の肥料をいう。「石灰」は文脈によっては、元素のカルシウムのことの場合もある。石灰石や牡蠣殻や鶏卵殻が原料として使用される。

#### マグネシウム（苦土）
葉緑素形成に不可欠な物質である。農業・園芸分野では苦土（くど）という。

#### 硫黄
アミノ酸・タンパク質やビタミンの合成に関わる。一方で、強還元状態では植物に有害な硫化水素の発生原因となる。
含硫黄肥料の多くは硫酸塩であり、これらは硫酸根肥料と呼ばれ、水溶性や酸性のものが多い。一般的な三要素の肥料である硫酸アンモニウムや過リン酸石灰、硫酸カリウムも硫酸根肥料であり、副成分として硫黄を含む。これらの特質を利用して、生理的酸性肥料である硫酸アンモニウムがアルカリ性土壌のpH矯正のため利用されたり、生理的中性肥料である硫酸カルシウム（石膏）がアルカリ性土壌を嫌う植物へのカルシウム供給に利用されたりもする。
日本においては土壌や水からの天然供給が豊富であり、硫黄欠乏は稀と考えられているが、硫酸根肥料の施用が長年に渡って避けられている水田では欠乏がみられることがある。

### 微量要素
鉄、マンガン、ホウ素、モリブデン、亜鉛、銅、塩素、ニッケルは、微量要素という。これらは必要な元素であるが必要な量は微量であり、大抵土壌や肥料に含まれている量で充分で、過剰障害も生じやすいことから、微量要素肥料の施用には十分な配慮が必要である。葉面散布で施用すると効果的な場合がある。

## 分類

### 形態的分類
形態的分類では、粒状肥料、固形肥料、粉状肥料、液状肥料、ペレット状肥料に分類される。粉末で流通し使用者が液状肥料にして用いるものもある（粉末液肥）。
液体の肥料は液肥（えきひ）とよばれ、追肥として使用すると即効性がある一方で、効果が切れるのも早いという特性がある。特に夏場の実もの野菜には、追肥として2、3日おきに与えてもよい。
なお、粒状肥料の中でも脱窒などを抑え、遅効性にするため泥団子に混ぜて作られた大粒の物を、特に「団子肥料」といい、泥炭に化学肥料各種を混ぜた市販品のものから、硫安や尿素を土と混ぜて作った農家が自作したものまで様々なものがある。

### 生産手段（入手経路）による分類
自家生産の肥料を自給肥料（手間肥）、購入する肥料を販売肥料（金肥、購入肥料）という。
肥料が市販されるようになったのは19世紀初期からで、それまで堆厩肥などを自前で作る自家用が主流だったが、このころペルーで見つかった海鳥の糞の堆積物をグアノとして世界中で販売されるようになり、その後チリ硝石の発見、骨粉やリン鉱石などからの過リン酸石灰の製造などを経て、1909年の空中窒素固定法の発見で安価で大量に硫安を作れるようになったことで、販売肥料の普及につながっている。

### 生産手段（製造工程）による分類
天然に産するものやそれを原料に加工した天然肥料と、化学的操作で製造した化学肥料（人造肥料）がある。後者は化学肥料、配合肥料、化成肥料といった名称がある。
化学肥料の誕生以前は、単位面積あたりの農作物の量に限界があるため、農作物の量が人口増加に追いつかず、人類は常に貧困と飢餓に悩まされていた（トマス・ロバート・マルサスの人口論）。しかしハーバー・ボッシュ法による窒素の化学肥料の誕生や過リン酸石灰によるリンの化学肥料の誕生により、ヨーロッパや北アメリカでは人口爆発にも耐えうる生産量を確保することが可能となった。
大部分の化学肥料は無機質肥料である。
単肥
肥料の3要素の1つしか含まないものを単肥という（ただし、有機、無機に関係なく、1種類の肥料という意味で単肥ということもある）。
複合肥料
肥料の3要素のうち2種類以上を含むようにしたものを複合肥料という。
化成肥料
複数の単肥に化学的操作を加え、肥料の3要素のうち2種類以上、15%以上の量を含むようにしたものを化成肥料という。化成肥料で肥料の三要素の合計が30%以上のものを高度化成といい、それ以外を普通化成という。化成肥料の成分は「窒素-リン酸-カリ」と表記される。例えば「8-8-8」という表記であれば、窒素・リン酸・カリが各8%の普通化成とわかる。
配合肥料
2～3種類の肥料を、一定の割合で機械的に配合したものを配合肥料という。

### 原料の給源による分類
動物質肥料、植物質肥料、鉱物質肥料に分けられる。動物質肥料と植物質肥料をあわせて動植物質肥料ともいう。鉱物質肥料は化学肥料や無機質肥料とほぼ同じである。

### 化学的組成による分類
無機化合物からなる無機質肥料と有機化合物からなる有機質肥料がある。前者は無機物が主であり水に溶けやすいが流出もしやすく、長期間の使用によって土壌障害の原因ともなる。後者は糠、草木灰、魚粕、糞など有機物であり、発酵などによって分解され、無機物となって植物に吸収される。2002年には一部は有機物のまま吸収されることが判明している。

#### 有機質肥料（有機肥料）

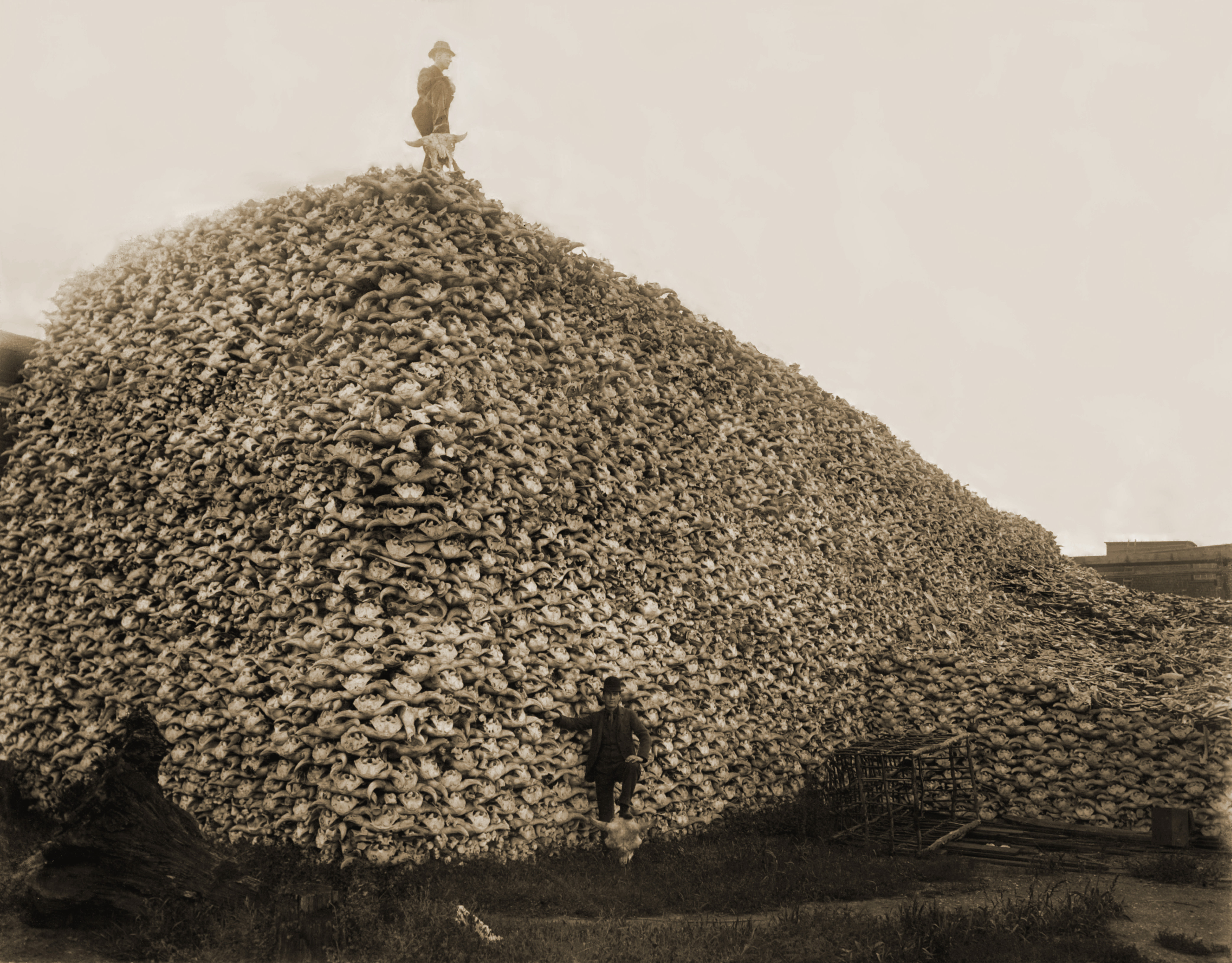
1870年代中期のアメリカ合衆国。肥料用に集積されたアメリカバイソンの頭骨の山。

有機物（有機資材）を原料とした肥料。植物質または動物質を原料とした肥料である。有機物は時間をかけて分解され、その後植物に吸収されるため即効性は低いが、そのかわり土壌に長期間蓄積され、ゆっくりと効果が持続する。また、有機質の肥料には土壌を柔らかくする性質がある。
有機物により土壌内の微生物に栄養分が与えられるため、無機肥料よりも土壌に良いと考える人もいる。ただし農業は肥料だけでおこなうものでないため、一概に有機肥料が無機肥料より優れているとはいえない。例えば、発酵が十分でないと根に悪影響を与える。また、完熟していない有機肥料では、悪臭・ガス発生・害虫発生の問題が発生する。肥料を完全発酵させることによって、養分が分解され利用しやすくなり、有害菌が増殖して、病害が起こることを防ぐことができる。
有機質の肥料でも、従来、植物は無機物の形で吸収し栄養としていると考えられてきた。ほとんどの栄養分は無機物として吸収されるが、一部の有機物はエンドサイトーシスにより、養分として取り込まれることもある。タンパク質の場合、細胞内にタンパク質を取り込んでからタンパク質分解酵素で消化して利用する。アミノ酸では直接利用されるものがある。
このため、有機物の肥料としての有効性も研究されてきた。2002年には、独立行政法人の農業環境技術研究所が、植物が根から無機質ではない有機質のタンパク質様窒素を吸収することを証明している。
- 植物性肥料
  - 油粕 - ナタネから油を搾り取ったあとの粕からつくられていて、「ナタネ粕」ともいう。窒素分が多く、主に葉や草丈を大きくしたいときの追肥に使う[27]。
  - 糠
  - 刈敷
  - 草木灰
    - ただし、草木灰は、植物由来のため有機肥料とする人が多いが、灰であるため無機物が中心である。

  - 緑肥
    - 特に マメ科の植物には窒素を体内に固定する性質があり、これらをすき込んで有機肥料と同様の効果を得られる[6]。

  - 海藻肥料（英語版）
  - 腐葉土 - 広葉樹の落ち葉が堆積して発酵させた用土。苗づくりや堆肥づくりに使われる[27]。
  - 籾殻燻炭（もみがらくんたん） - もみ殻を炭化させたもの。微細な小さな穴が無数にあり、そこに微生物が棲んで、土中のミネラルやリン酸を作物に与える橋渡し役になる[27]。
  - 草木炭 - アルカリ分が強いため、酸性が強い土壌を中和するのに使われる[27]。
- 動物性肥料
  - 魚粕
  - 干鰯
  - 堆肥 - 藁や家畜糞などを混ぜて完熟発酵させたもの。土壌にすき込んで団粒構造の土を作り、水はけや通気性をよくする[27]。
  - 馬糞 - 藁や馬の家畜糞尿などを混ぜた厩肥を発酵させたもの。
  - 牛糞 - 藁や牛の家畜糞尿などを混ぜた厩肥を発酵させたもの。
  - 厩肥 - 藁や牛馬の家畜糞尿などを混ぜたもの。
  - 鶏糞 - 鶏の糞を乾燥させたもの。主に実を大きくさせたいときの追肥に使う[27]。
  - 下肥 - 人間が排泄する糞尿で昔は売買されて発酵させ使われたが、現在は環境省令で定める方法でなければ肥料として使用してはならないため使用されない。
  - 魚粉・魚骨粉 - イワシ、ニシン、雑魚などから圧搾機で油と水分を抜き、乾燥させて粉砕したもの。ぼかし肥の材料などにも使用する[27]。
  - 肉骨粉
  - カキ殻 - カキの殻を高温焼成して粉末状にしたもの。炭酸カルシウム、ミネラル、アミノ酸が含まれ、酸性土を中和する働きがある[27]。
- ぼかし肥（ボカシ肥） - ぼかし肥とは、有機肥料を発酵させて肥効をボカシた（穏やかにした）ものをいう。ボカシ、ぼかし肥料（ボカシ肥料）ともいう。速効性があり、堆肥の代わりに元肥にしたり追肥として使われる[28]。原料となる有機肥料は、米糠、おから、もみ殻燻炭、鶏糞、魚カス、骨粉、油カス（ナタネ粕）、山土、炭など多様である[28]。無機肥料を加えることもある。ボカシ肥には大別して、土を混ぜるもの、混ぜないものの2種類ある。前者は、有機肥料に土（粘土質なものがよい）を混ぜ、50 - 55℃以上に温度が上がらないようにして発酵させる[注釈 2]。一方、後者は、有機肥料に水を加えて発酵させたもので、市販のボカシ肥はこちらである。

#### 無機質肥料（無機肥料）
無機物を主成分とした肥料で、工場で化学的に生産されたものが中心であるが、天然の鉱物もある。また、炭素をその組成に含まないものと理解する場合もあり、その場合、尿素は有機肥料とする。多くのものは、水に溶けやすく即効性があるが、同時に流れやすくもあるため、定期的に肥料を追加する必要がある。また有機物の量が少ないため、長期間使用すると土壌障害の原因となる。
窒素質肥料、りん酸質肥料、加里質肥料は単肥に分類される。
- 窒素肥料（窒素質肥料）　- 「葉肥え」とも言われる。
  - 塩安（塩化アンモニウム NH4Cl）
  - 硫安（硫酸アンモニウム (NH4)2SO4）
  - 硝安（硝酸アンモニウム NH4NO3）
  - 燐安（リン酸二水素アンモニウム NH4H2PO4 リン酸肥料でもある。）
  - 尿素（(NH2)2CO）
  - 石灰窒素（CaCN2）
  - 硝酸加里（硝酸カリウム KNO3 カリウム肥料でもある。）
- リン酸肥料（りん酸質肥料） - 「実肥え」とも言われる。
  - 過リン酸石灰（リン酸二水素カルシウムと硫酸カルシウムの混合物 Ca(H2PO4)2）
  - 重過リン酸石灰（リン酸二水素カルシウム Ca(H2PO4)2）
  - リン酸加里（リン酸二水素カリウム KH2PO4 カリウム肥料でもある。）
  - 熔成リン肥（ようりん）
- カリ肥料（加里質肥料） - 「根肥え」とも言われる。
  - 塩化加里（塩加）（塩化カリウム KCl）（単に加里と名打たれていた場合、この塩化カリである事が多い。）
  - 硫酸加里（硫加）（硫酸カリウム K2SO4）
  - 炭酸加里（炭酸カリウム K2CO3）
  - ケイ酸加里（ケイ酸カリウム K2SiO3）

マグネシウムやケイ素が主成分の肥料は特殊成分肥料という。また、微量要素を一種以上含むものは微量要素肥料という。
なお、有機質の肥料と単肥または速効性の化成肥料をあわせたものを有機質配合肥料という。

### 化学的反応による分類
肥料の水溶液が酸性、中性、アルカリ性のいずれをしめすかにより、それぞれ化学的酸性肥料、化学的中性肥料、化学的アルカリ性肥料と分類する。

### 生理的反応による分類
肥料の有効成分が作物に吸収された後、土壌（培地）が酸性に傾くか、酸性にもアルカリ性にも傾かないか、アルカリ性に傾くかにより、それぞれ生理的酸性肥料、生理的中性肥料、生理的塩基性（アルカリ性）肥料と分類する。
「化学的反応」と「生理的反応」の分類は一致する場合もあるが、一致しない場合がある。
例えば、
- 硫酸カリは、水溶液は中性であるので化学的中性肥料、有効成分のカリが植物に吸収されると土壌には酸性の硫酸基が残るので生理的酸性肥料である。
- 硝酸カリは、水溶液は中性であるので化学的中性肥料、有効成分のカリと窒素（硝酸基は窒素を含む）が植物に吸収されると特に酸性物質もアルカリ性物質も残らないので生理的中性肥料でもある。

### 施肥の時期による分類
植物（作物等）に肥料を与えることを施肥という。

#### 元肥
元肥（もとごえ）は、植物の種まきや苗の植え付けに先立って与える肥料。遅効性で長期間肥効が続く肥料を使う。基肥（きひ）ともいう。
寒肥
植え付け後、冬季で成長が休止しているときに施す肥料で、元肥と同様の目的がある。
花肥、実肥
開花結実のために施されるリン酸などの肥料で、主として元肥として施す肥料。

#### 追肥
追肥（ついひ、おいごえ）とは、植え付け後の生育途中の過程で作物に与える肥料のことである。特に、果実を食用にする果菜類は生育期間が長く、収穫も長く続くことから追肥が重要な役割を担っている。
追肥には、すぐに効果があらわれる化成肥料や液体肥料を与えるのが一般的であるが、樹木のように長期間生育するものについては、遅効性で長期間肥効が続く肥料を使うのもよい。株の生長期にはチッソ分の多い肥料を与え、花が咲き果実がなり始めたときはリン酸分の多い肥料を与えるなど、細かく配慮することによって品質の良い作物を収穫できるようになる。
追肥を与える方法は、小さな苗では株元に与え、大きく育った株には畝の肩にばらまいて軽く土を混ぜておくと、植物の根が効率よく吸収できる。また、ポリマルチ（マルチング）を張った畝に対しては、ポリマルチを少し持ち上げてポリマルチの下に肥料を入れてるようにする。
芽出し肥
発芽期前に発芽を促すために与える肥料。
止め肥
開花期まで肥料の効果が残っていると茎や葉ばかりが成長するため、花芽ができ終わる頃に効果が切れるように施される最後の肥料。
お礼肥
花や実がなった後に植物の回復を促すために与える肥料。
置き肥
主に鉢植えに使われる方法で、鉢土の上に置き、水やりのたびに少しずつ溶け出して効く肥料。

### 肥料の効き方による分類
遅効性肥料
土でゆっくりと分解される肥料で主に元肥に用いられる肥料。
速効性肥料
持続的効果はないものの与えると効果が短期間で現れる肥料。
緩効性肥料
無機肥料の、持続性が無いという欠点を克服するものとして、緩効性肥料がある。これは化成肥料などがゆっくり溶け出すように固形化したものである。肥料は樹脂、硫黄でコーティングされており、コーティングの厚さにより有効日数（1か月 - 1年程度まで各種）が調節されている。また、窒素に限れば、硝化抑制剤などを尿素と混合し、遅効性としたものもある。追肥するのが困難な道路斜面、治山、砂防の現場の緑化資材として開発されたが、その手軽さから園芸資材としても広く普及している。
葉面散布肥料
葉に散布して吸収させる液体肥料で速効性肥料よりも早い効果が得られる肥料。

### 肥料の品質の確保等に関する法律による分類
肥料の品質の確保等に関する法律によると、肥料は特殊肥料と普通肥料に分類される。
特殊肥料
堆肥、米糠などのように五感で識別できるもの、肥料分が少なく公定規格を設定できない肥料で、農林水産大臣が指定する。
成分表示は、肥料取締法（昭和25年法律第127号）第22条の2第1項の規定に基づき、特殊肥料についての表示の基準となるべき事項を定められ、平成12年10月1日から施行された。
成分表示内容の詳細は、特殊肥料の品質表示基準を定める件（平成12年8月31日 農林水産省告示第1163号）
普通肥料
特殊肥料以外の肥料

## 肥料の品質の確保等に関する法律
肥料は、許可された者・登録された物（肥料）しか販売してはならない。過去には肥料の品質の確保等に関する法律（旧肥料取締法）に違反し、逮捕者・書類送検者まで出ている。記事によれば、薪灰などの販売でも違反であると示唆されている。

### 肥料外の活力剤など
活力剤、活性剤、栄養剤などと呼ばれる製品は、微量の肥料成分を含むことがあるが、法律上の基準を満たさず肥料としては扱われない。これは栽培の補助に用いられる製品であり、肥料の代替とはならない。